# Analiza przedziałowa
Analiza przedziałowa (powszechnie nazywana arytmetyką przedziałową) jest gałęzią matematyki. Wykorzystuje ona operacje na przedziałach liczb rzeczywistych. Jej pierwotnym zastosowaniem było zapewnienie wymaganej dokładności obliczeń numerycznych (ścisła kontrola błędów zaokrągleń). W wyniku dalszego rozwoju stała się odrębną dyscypliną. Aktualnie stosuje się ją w zagadnieniach, w których dane wejściowe są niepewne i można je zadać w postaci przedziałów, lub kiedy błędy zaokrągleń przy wykonywaniu operacji zmiennoprzecinkowych, czy wykorzystanej metodzie numerycznej muszą być ściśle kontrolowane.
Arytmetyka przedziałowa została zaproponowana w roku 1966 przez Ramona E. Moore'a. Standardowa arytmetyka przedziałowa jest znana z przeszacowywania przedziałów co zmniejsza jej użyteczność.
Arytmetykę przedziałową stosuje się między innymi w takich obszarach nauki, jak:
- optymalizacja globalna,
- rozwiązywanie równań nieliniowych (np. przy pomocy przedziałowego operatora Newtona, albo operatora Szewczyka),
- zastosowaniach inżynierskich (w szczególności związanych z analizą statyczną i dynamiczną, gdzie mają zastosowanie metody przedziałowe algebry liniowej),
- komputerowe dowodzenie twierdzeń, szczególnie w teorii chaosu,
- obliczenia w grafice komputerowej,
- analiza zachowań planetoid bliskich Ziemi i innych ciał.

Istnieje wiele bibliotek programistycznych dla wielu języków programowania implementujących arytmetykę przedziałową. Kompilator Sun Studio 10 zawiera zintegrowany typ danych przedziałowych.